# Сингапурский вариант английского языка
Сингапурский вариант английского языка (англ. Singlish) — распространенный в Сингапуре креольский язык на основе английского языка. Является родным для многих сингапурцев и вторым языком для остальных граждан страны. Образованные жители одинаково хорошо владеют стандартным английским языком и его сингапурским вариантом.
Лексика состоит из слов английского, малайского и китайского происхождения (из южноминьского, чаошаньского и кантонского диалектов), а также заимствований из тамильского, бенгальского, пенджабского и в меньшей степени других европейских, индийских и китайских языков.
Благодаря телевидению и кинематографу в язык проникают элементы американского и австралийского сленга. Поскольку китайскому населению (и желающим изучить дополнительный язык Сингапура) в школах преподается севернокитайский (также широко используемый в СМИ), были заимствованы некоторые его элементы.
Синтаксис подвергся влиянию южных диалектов китайского.
Сингапурский вариант английского развивался во многом параллельно с малайским креольским языком на основе английского (англ. Manglish), распространенным в близлежащей Малайзии и отчасти в Сингапуре среди малайского населения.
Правительство Сингапура не поощряет использование местного варианта английского, популяризируя стандартный вариант. Считается, что его распространение облегчит общение сингапурцев с другими носителями английского языка. С этой целью действует программа «Говори на хорошем английском» (англ. Speak Good English Movement).

## Лексика
С точки зрения орфографии и используемых сокращений сингапурский английский напоминает британский вариант английского языка, хотя словарный запас являются смесью американского и британского вариантов, с растущим числом первых. Например, в сингапурском варианте используется характерное для американского английского слово «sports» (британское «sport»). Для обозначения футбола используется как американское слово «soccer», так и британское «football».
В сингапурском английском имеется много слов из южноминьского диалекта китайского языка, являющегося родным для 75 % китайского населения Сингапура, а также из малайского языка. Наиболее известное китайское заимствование — «kiasu» (кит. 怕輸— «боящийся упустить что-либо» (напр. You went to get a handicapped sticker just to chope a parking space? How kiasu can you get?), а малайское — «makan» («есть»).
Во многих случаях значение английских слов меняется под влиянием китайских соответствий. В частности, в сингапурском языке слова «borrow» («брать взаймы») и «lend» («давать взаймы») являются синонимами, поскольку китайское слово 借 (jiè) означает как брать, так и давать взаймы (напр. Oi, can borrow me your calculator?), а «send» используется в значении «сопровождать кого-либо» (напр. Let me send you to the airport), возможно под влиянием китайского слова 送 (sòng), малайского «(meng)hantar» или смешения малайского и китайского влияния.

## Фонология
Первоначально, сингапурский вариант английского языка основывался на нормативном британском произношении, которым пользовались британские чиновники и местная аристократия, проживавшие главным образом на Восточном побережье. В дальнейшем фонетика диалекта Восточного побережья подверглась влиянию местных языков, а с ростом значения США — американского варианта английского языка, однако и в настоящее время произношение Восточного побережья остается акролектным.
Существует несколько этнических и географических разновидностей синглиша. Китайская, малайская, индийская и европейская имеют своё характерное произношение, которое более всего проявляется в интонации.
Синглиш является полутональным языком: все китайские заимствования сохраняют свою тональность, в то время как английские, малайские и тамильские слова не являются тональными.